# Stutenkerl
Lo stutenkerl è un dolce diffuso in Germania e altri paesi mitteleuropei. Lo stutenkerl è un omino a base di impasto lievitato ed è dedicato a San Martino, che strappò un lembo del suo mantello per aiutare un mendicante infreddolito. Per tradizione, il dolce viene donato ai bambini che cantano lungo le strade delle città l'11 novembre assieme alla cioccolata calda e al kinderpunsch (un punch analcolico).

## Alimenti simili
Un dolce correlato allo stutenkerl è il dolce di san Martino, una pasta frolla raffigurante il santo a cavallo e ricoperta di decorazioni allo zucchero e dolciumi, diffusa in Veneto. In particolare a Venezia, nel giorno di San Martino i bambini sono soliti andare per le calli battendo pentole e coperchi con cucchiai di legno, cantando filastrocche a passanti e negozianti che li ricompensano con dolci.